# 컴온 컴온
"컴온 컴온"(영어: C'mon C'mon)은 2021년 개봉한 미국의 흑백, 드라마 영화이다. 마이크 밀스가 감독과 각본을 맡았다.

## 출연진

### 주연
- 호아킨 피닉스 - 조니 역
- 우디 노먼 - 제시 역

### 조연
- 가비 호프만 - 비브 역
- 스쿠트 맥네리 - 폴 역
- 몰리 웹스터 - 록산느 역
- 자부키 영 화이트 - 페르난도 역